# Kaw (film)
Pour les articles homonymes, voir Kaw.
Pour plus de détails, voir Fiche technique et Distribution.
Kaw est un téléfilm américain réalisé par Sheldon Wilson, d'abord projeté au Festival international du film fantastique de Gérardmer le 1er février 2007, puis diffusé le 7 avril 2007 sur Sci Fi Channel.

## Synopsis
Dans une ferme isolée, une vache meurt d'un virus l'ayant rendue folle. La maladie se transmet aux corbeaux venus picorer le corps. Cette nuée d'oiseaux agressifs décide de s'en prendre aux habitants d'un village. Le shérif aidé du docteur local et de quelques citoyens décident de tout tenter pour stopper les assauts meurtriers venus du ciel...

## Fiche technique
- Titre : Kaw
- Réalisation : Sheldon Wilson
- Scénario : Benjamin Sztajnkrycer
- Production : Tom Berry et Gordon Yang
- Musique : Steve London
- Photographie : John P. Tarver
- Montage : Sheldon Wilson
- Costumes : Julie O'Brien
- Pays d'origine : États-Unis
- Format : Couleurs - 1,85:1 - Dolby Digital - 35 mm
- Genre : Horreur, thriller
- Durée : 92 minutes
- Dates de sortie : 1er février 2007 (festival Fantastic'Arts), 7 avril 2007 (États-Unis)

## Distribution
- Sean Patrick Flanery : Wayne
- Stephen McHattie : Clyde
- Kristin Booth : Cynthia
- Rod Taylor : Docteur
- John Ralston : Oskar
- Michelle Duquet : Betty
- Gray Powell : Stan
- Vladimir Bondarenko : Jacob
- Megan Park : Gretchen
- Ashley Newbrough : Doris
- Emma Knight : Connie
- Amanda Brugel : Emma
- Wendy Lyon : Luanne
- Sophie Gendron : Tricia
- Jefferson Brown (en) : John
- Renessa Blitz : Rachel
- David Gardner : Rolf
- Alexander Conti (en) : Tyler Whitmore
- Jen Lawson : mère de Tyler

## Autour du film
- Le tournage s'est déroulé à Hamilton, dans la province de l'Ontario.
- Kaw est sorti quelques mois après Peur noire (Die Krähen, 2006), qui mettait lui aussi en scène des attaques de corbeaux.
- Le médecin de campagne est interprété par Rod Taylor, qui fut l'acteur principal des Oiseaux (1963) d'Alfred Hitchcock.
- Le film fut en hors-compétition au festival de Fantastic'Arts de Gérardmer.